# Spatzenhausen
Spatzenhausen – miejscowość i gmina w Niemczech, w kraju związkowym Bawaria, w rejencji Górna Bawaria, w regionie Oberland, w powiecie Garmisch-Partenkirchen, wchodzi w skład wspólnoty administracyjnej Seehausen am Staffelsee. Leży około 15 km na północny wschód od Garmisch-Partenkirchen, przy drodze B2.

## Dzielnice
- Spatzenhausen
- Hofheim
- Waltersberg

## Demografia
| Rok  | Liczba mieszk. |
| ---- | -------------- |
| 1970 | 487            |
| 1987 | 670            |
| 2000 | 790            |
| 2005 | 788            |

### Struktura wiekowa
Dane o ludności z 31 grudnia 2008:
| Opis                                | Ogółem | Ogółem | Kobiety | Kobiety | Mężczyźni | Mężczyźni |
| ----------------------------------- | ------ | ------ | ------- | ------- | --------- | --------- |
| Jednostka                           | osób   | %      | osób    | %       | osób      | %         |
| Populacja                           | 781    | 100    | 397     | 50,83   | 384       | 49,17     |
| Wiek przedprodukcyjny (0–17 lat)    | 164    | 21     | 81      | 10,37   | 83        | 10,63     |
| Wiek produkcyjny (18–65 lat)        | 487    | 62,36  | 252     | 32,27   | 235       | 30,09     |
| Wiek poprodukcyjny (powyżej 65 lat) | 130    | 16,65  | 64      | 8,19    | 66        | 8,45      |

## Polityka
Wójtem gminy jest Georg Wagner, rada gminy składa się z 8 osób.
|      | FWG | Razem |
| 2008 | 8   | 8     |
| 2002 | 8   | 8     |

## Oświata
W gminie znajduje się przedszkole (25 miejsc).